# مارک جیمیسون
مارک جیمیسون (انگلیسی: Mark Jamieson؛ زادهٔ ۴ مهٔ ۱۹۸۴) دوچرخه‌سوار اهل استرالیا است.
وی در مسابقات کشوری و بین‌المللی در مجموع برندهٔ ۲ مدال طلا، ۱ مدال برنز شده‌است.